# 彼得·钱伯斯
彼得·钱伯斯（英語：Peter Chambers，1990年3月14日—），英国男子赛艇运动员。他曾代表英国参加2012年和2016年夏季奥林匹克运动会赛艇比赛，其中2012年奥运会获得一枚银牌。

## 家庭
哥哥理查德·钱伯斯。